# ヴァンタイン公園駅
ヴァンタイン公園駅（ベトナム語：Ga Công viên Văn Thánh / Ga 公園文聖?）はベトナム社会主義共和国ホーチミン市ビンタイン区に位置するホーチミン地下鉄の駅である。

## 路線
ホーチミン地下鉄
1号線

## 隣の駅
ホーチミン地下鉄
1号線
バソン駅 - ヴァンタイン公園駅 - タンカン駅